# Robert Arnauld d'Andilly
Robert Arnauld d’Andilly (28 de mayo de 1589, París-Port-Royal-des-Champs, 27 de septiembre de 1674), Era un consejero de estado, especialista en cuestiones financieras. Fue financiado por mecenazgo por María de Médicis. Por la elegancia de su lengua, el figura entre los grandes poetas, escritores y traductores de francés clásico del siglo XVII. Ferviente católico, jugó un papel importante en la historía del jansenismo y era uno de los solitarios del Port-Royal-des-Champs. Apasionado de la arboricultura, él fue también un ilustrado en el desarrollo del arte de la poda de árboles frutales.

### En francés
- Stances pour Jésus-Christ, Paris, E. Martin, 1628.

- Poème sur la vie de Jésus-Christ, Paris, Jean Camusat, 1634

- Stances sur diverses vérités chrétiennes, Paris, Veuve Jean Camusat, 1642.

- Traduction d'un discours de la réformation de l'homme intérieur. Ou sont establis les veritables fondemens des vertus chrestiennes… prononcé par Cornelius Janssenius… [traduction del latín por Arnauld d'Andilly], Paris, Vve J. Camusat, 1642, 99-vi p. in-12°.

- Œuvres chrétiennes, Paris, Veuve Jean Camusat et Pierre Le Petit, 1644.

- Les Confessions de St Augustin, traduites en français par M. Arnauld d'Andilly, Paris, Vve J. Camusat & P. Le Petit, 1649, in-8° ed. de Bruxelles, 1773.

- Advis d'Estat à la Reyne, sur le gouvernement de sa regence, [signé à la fin : Le Solitaire. Du Desert, le 1. febrero de 1649], s.l.s.n., 1649, 30 p. in-4°.

- La manière de cultiver les arbres fruitiers. Par le Sieur Le Gendre, curé d'Hénonville. Où il est traité des pepinieres, des espaliers, des contr'espaliers, des arbres en buisson, & à haute tige, Paris, Nicolas Le Gras, 1652, xxviii-282-ii p. in-12° (reedición : Réunion des musées nationaux, 1993).

- Les vies des Saints Pères des déserts et de quelques Saintes, escrites par des Pères de l'Église et autres anciens auteurs ecclésiastiques Grecs et Latins, traduites en François par M. Arnauld d'Andilly, Paris, Pierre le Petit & Antoine Vitré, 1653, 2 v. in-4°.

- L'Échelle sainte, ou les degrés pour monter au Ciel, composés par S. Jean Climaque, et traduit du grec en Français par Arnauld d'Andilly, Paris, Pierre le Petit, 1654, in-12°.

- Les sept méditations de S. Therèse sur le Pater. Dix-sept autres méditations qu'elle a écrites après ses communions. Avec ses avis, ou sentences chrétiennes… Traduites de nouveau en françois (par Arnauld d'Andilly). Et imprimez en suite en espagnol, Paris, Le Petit, 1660, 1 v. in-16°.

- Vies de plusieurs Saints illustres de divers siècles, choisies et trad. par Arnaud d'Andilly, Paris, P. le Petit, 1665, 2 v. in-8°. Google Books

- Histoire des Juifs, écrite par Flavius Joseph sous le titre d'Antiquités judaïques, traduite par Arnauld d'Andilly, Paris, Pierre Le Petit, 1667, xvi-772 p.

- Thérèse d'Avila, Fondations faites par sainte Thérèse de plusieurs monastères / tradujo M. Arnauld d'Andilly…, Paris, P. Le Petit, 1670.

- Traité du chemin de perfection écrit par sainte Terèse, et quelques petits traitez de la mesme Sainte, savoir : Méditations sur le Pater noster, Méditations après la communion, Advis à ses religieuses. Tradujo M. Arnauld d'Andilly, Paris, P. Le Petit, 1670.

- Saint Eucher, S. Eucher du mépris du monde. De la traduction de M. Arnauld d'Andilly, Paris, P. Le Petit, 1672, 83 p. in-12° (en ligne sur Gallica).

- Instructions chrétiennes tirées des lettres de l'abbé de St Cyran, Paris, s.n., 1672, in-8°.

- Les Œuvres du bienheureux Jean d'Avila docteur et prédicateur espagnol surnommé l'Apostre de l'Andalousie. trad. de M. Arnaud d'Andilly, Paris, Pierre Le Petit, 1673, 2 v. in-f°, 510-761 p.

- Œuvres diverses, Paris, Pierre Le Petit, 1675, 3 v.

- Histoire de l'Ancien Testament tirée de l'écriture sainte, Paris, Le Petit, 1675.

- Lettres de monsieur Arnauld d’Andilly, Paris, Charles Osmont, 1680.

- Mémoires de Messire Robert Arnauld d'Andilly, écrits par lui-même, édités par Claude-Pierre Goujet, Hambourg, A. Vandenhoeck, 1734. Ver Mémoires (1610-1656), Collection des mémoires relatifs à l'histoire de France : depuis l'avènement de Henri IV jusqu'à la paix de Paris, v. 33, Paris, Foucault, 1824, 417 p. in-8° (Tomo I y Tomo II en línea en Gallica).

### En latín
- Historia et concordia evangelica. Opera & studio theologi parisiensis, Paris, Charles Savreux, 1653, xxvi, 445 p. In-12°. Frontispicio de Eustache Le Sueur grabó Robert Nanteuil.

- Arnauld d'Andilly, poematia varia gallica, latinis versibus reddita, a Petro Bastidaeo Tausiano. Cujus et alia quoque opera singulari studio collegit et adjunxit. J. T. de Lupée du Garrané, [Toulouse], veuve Arnaud Colomiez, 1667, 335 p. 12°.

- Datos: Q1407571
- Multimedia: Robert Arnauld d'Andilly / Q1407571